# آرائیک تونیان
آرائیک ژورایی تونیان (ارمنی: Արայիկ Ժորայի Թունյան؛ زادهٔ ۶ ژانویهٔ ۱۹۶۶) حقوق‌دان اهل ارمنستان است. وی از دانشگاه دولتی مسکو فارغ‌التحصیل شد. مدال مخیتار گش به وی اعطا گردیده‌است.